# Union pour un destin calédonien
L’Union pour un destin calédonien (UDC) est un parti politique de Nouvelle-Calédonie créé par Nathalie Brizard et Corine David en avril 2011. Élues lors des élections provinciales du 10 mai 2009, les deux jeunes femmes siègent au sein de l’assemblée de la Province Sud et au Congrès de la Nouvelle-Calédonie. Nathalie Brizard a été élue sur la liste du Rassemblement pour la Calédonie (RPC), mais elle a été exclue du parti le 1er octobre 2010. Quant à Corine David, elle a démissionné de l'Avenir ensemble le 18 mars 2011.
L’Union pour un destin calédonien est un parti non-indépendantiste qui a pour but de rassembler dans l’esprit de l’accord de Nouméa et dans le respect des expériences et de la diversité des opinions de chacun de ses membres, mais aussi d’élaborer un projet de société et de faire progresser le devenir commun en Nouvelle-Calédonie.